# Goera pilosa
Goera pilosa är en nattsländeart som först beskrevs av Fabricius 1775.  Goera pilosa ingår i släktet Goera och familjen grusrörsnattsländor. Arten är reproducerande i Sverige. Inga underarter finns listade i Catalogue of Life.